# C/2020 F3 (NEOWISE)
C/2020 F3 (NEOWISE) es un cometa de período largo descubierto por el telescopio espacial NEOWISE el 27 de marzo de 2020. Al momento del descubrimiento, tenía una magnitud aparente de +17. El cometa sigue una órbita retrógrada.
El 3 de julio de 2020 pasó por su punto más cercano al Sol (perihelio), mientras, el 23 de julio, alcanzó su punto más cercano a la Tierra.
Desde el hemisferio norte terrestre fue visto a simple vista previo al amanecer desde principios de julio y desde el 12 de julio al atardecer. A partir del 17 de julio de 2020 fue observado desde latitudes ecuatoriales y su visibilidad duró hasta mediados de agosto.
Tras las observaciones realizadas por la sonda Solar and Heliospheric Observatory (SOHO) entre el 22 y el 28 de junio de 2020, días antes del perihelio ocurrido el 3 de julio, pasando a sólo 0,3 UA del Sol, no se observó ninguna elongación creciente que pudiera dar indicios de que fuese a desintegrarse como fue el caso del cometa C/2021 S1 (ISON). La magnitud aparente en el espectro visible pasó en esos días de +4.2 a +2.2, estimando una magnitud de +0,9 durante el perihelio.

## Historia y observaciones

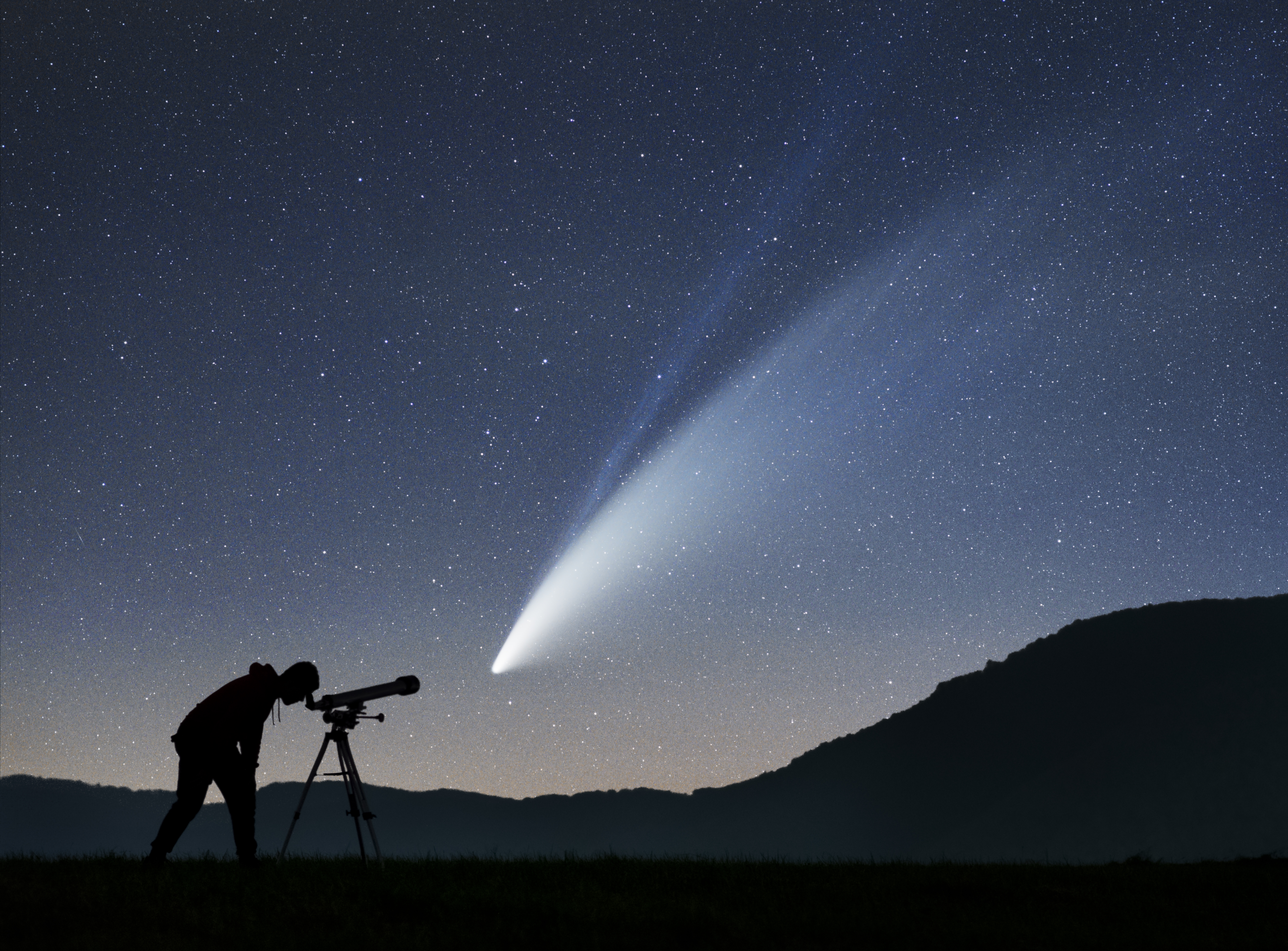

El objeto fue descubierto el 27 de marzo de 2020 por un equipo usando el telescopio espacial NEOWISE. Fue clasificado como un cometa el 31 de marzo y nombrado como NEOWISE el 1 de abril. Su designación sistemática es C/2020 F3, que indica un cometa no periódico que fue el tercero en ser descubierto la segunda mitad del mes de marzo de 2020.
El cometa NEOWISE tuvo su aproximación más cercana al Sol (perihelio) el 3 de julio de 2020, a una distancia de 0.29 UA (43 millones de kilómetros). Esta travesía aumenta el período orbital del cometa de 4500 años a 6800 años aproximadamente. Su aproximación más cercana a la Tierra ocurrió el 23 de julio de 2020, a la 01:14 UT, a una distancia de 0.69 UA (103 millones de kilómetros), mientras se encuentra en la constelación de la Osa Mayor.
Visto desde la Tierra, el cometa estuvo a menos de 20 grados del Sol entre el 11 de junio y el 9 de julio de 2020. El 10 de junio de 2020, mientras el cometa se perdía por el resplandor del Sol, tenía una magnitud aparente de 7 cuando estuvo a 0.7 UA (100 millones de kilómetros) del Sol, y a 1.6 UA (240 millones de kilómetros) de la Tierra. Cuando el cometa entró al campo de visión del instrumento LASCO C3 de la sonda espacial SOHO, el 22 de junio de 2020, el cometa se había iluminado a una magnitud 3 aproximadamente, cuando estaba a 0.4 UA (60 millones de kilómetros) del Sol, y a 1.4 UA (210 millones de kilómetros) de la Tierra.

## Galería
- NEOWISE desde la estación espacial internacional

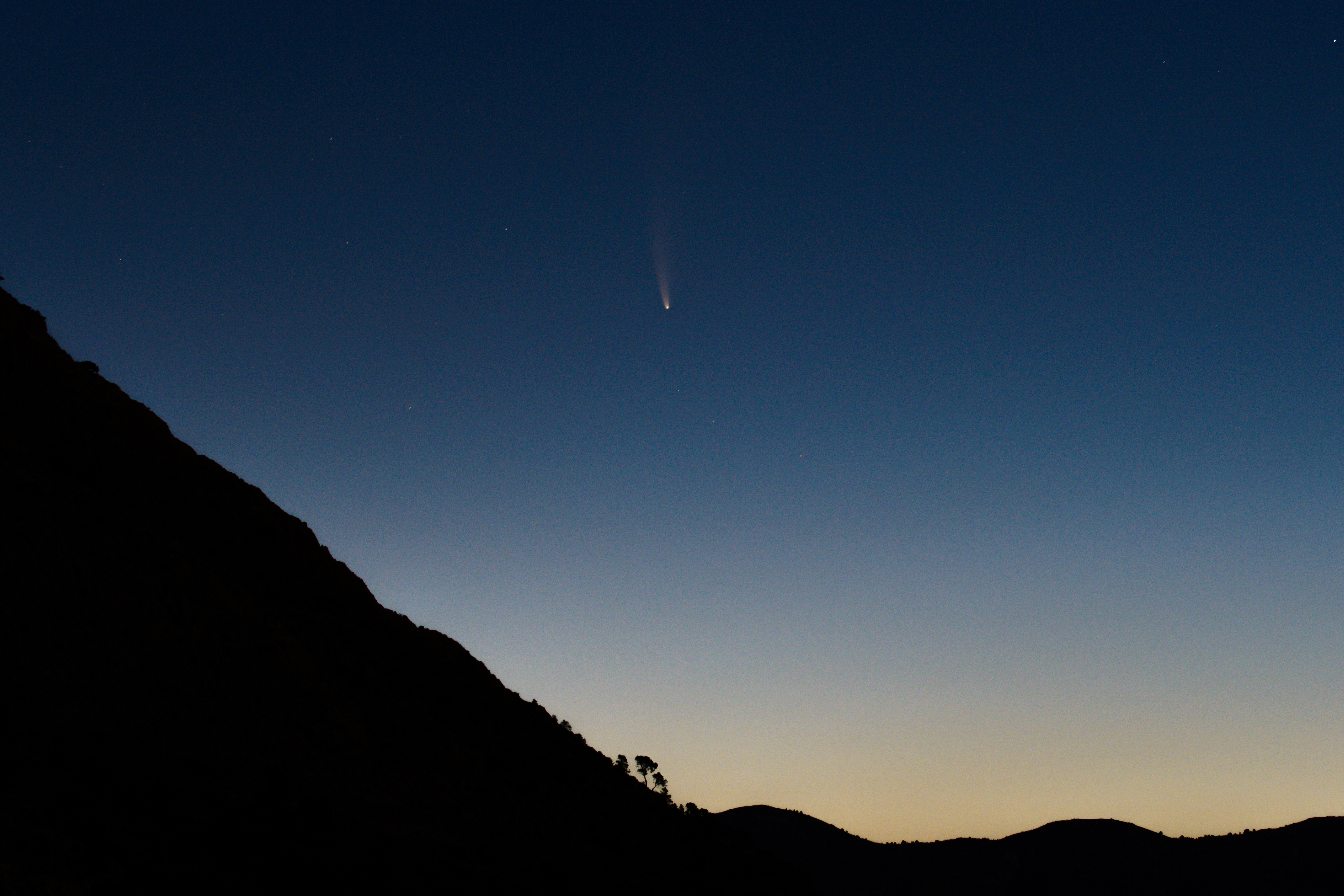
Visto desde España, el 10 de julio de 2020. Hora local: 05:41 a.m.
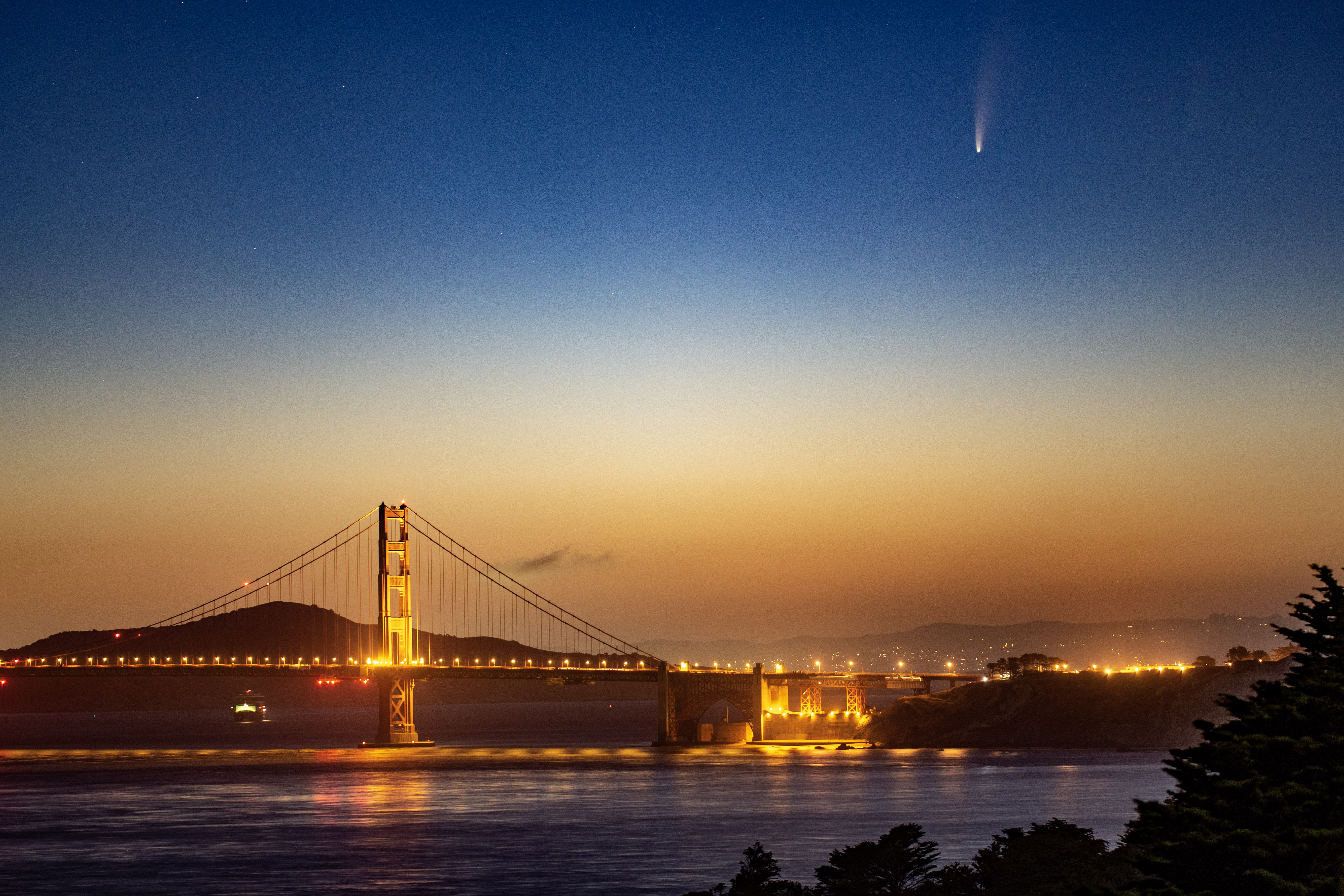
El puente Golden Gate y el cometa C2020 F3 NEOWISE
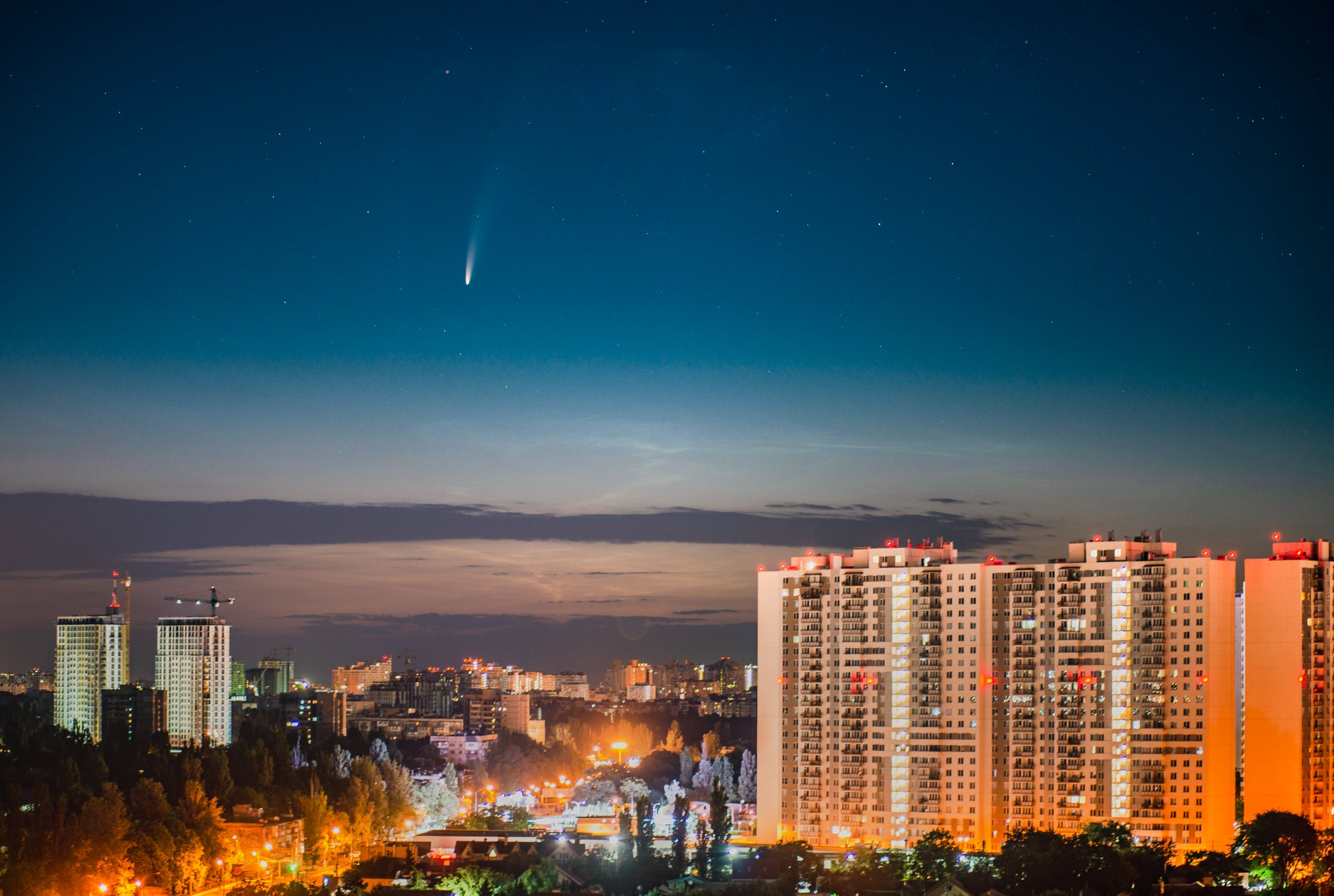
Cometa NEOWISE sobre Odesa, Ucrania
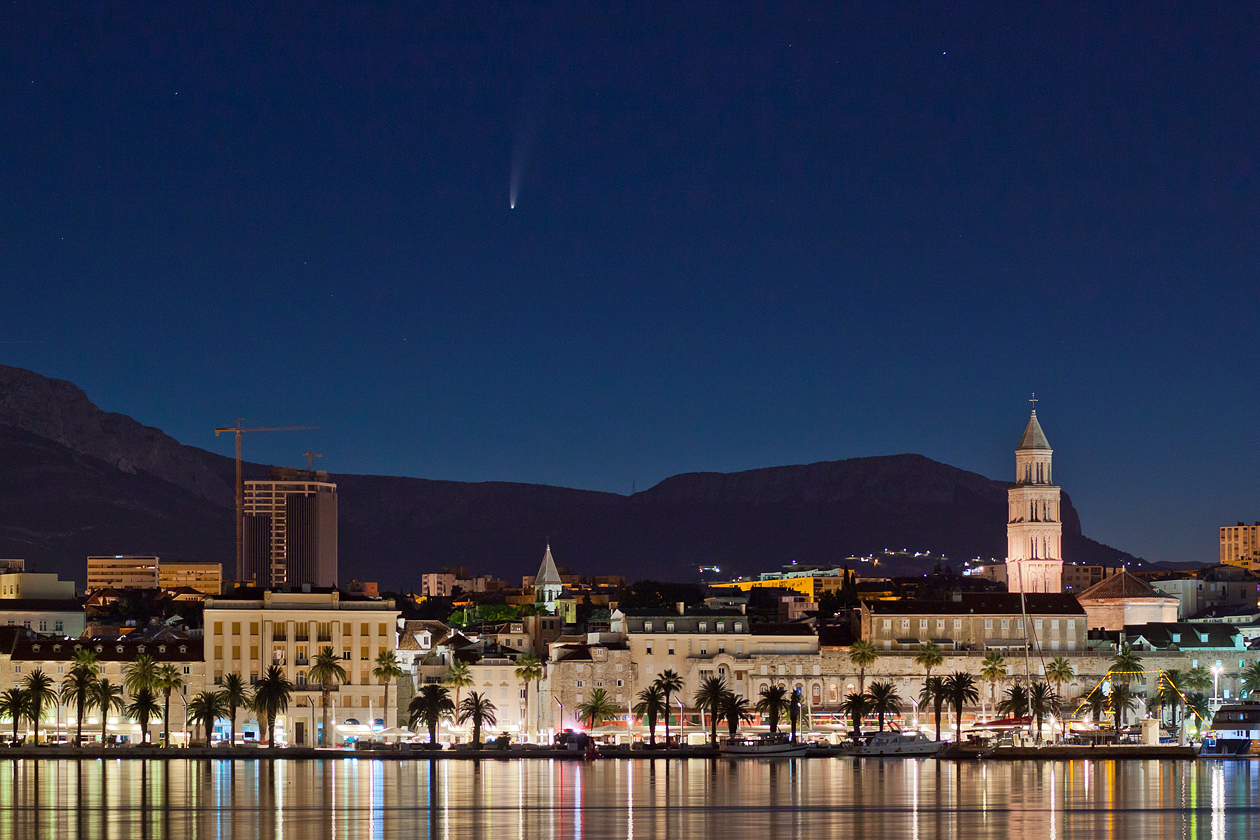
Cometa C2020 F3 (NEOWISE) sobre Split, Croacia.
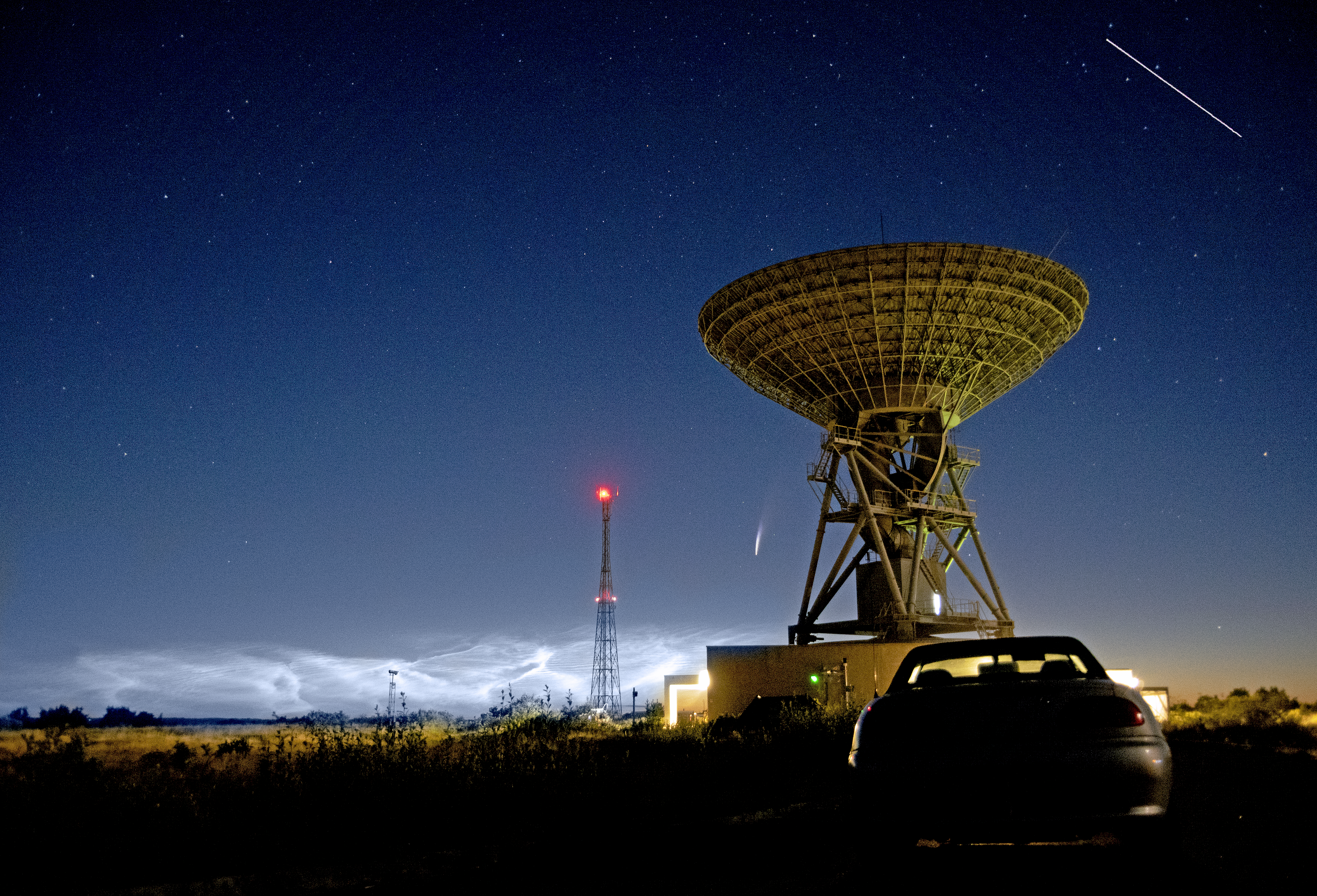
El cometa Neowise, las nubes noctilucentes, la estación espacial internacional y la antena  de comunicaciones del espacio profundo en la estación terrena de Goonhilly, Cornualles, Reino Unido, 16 de julio de 2020.
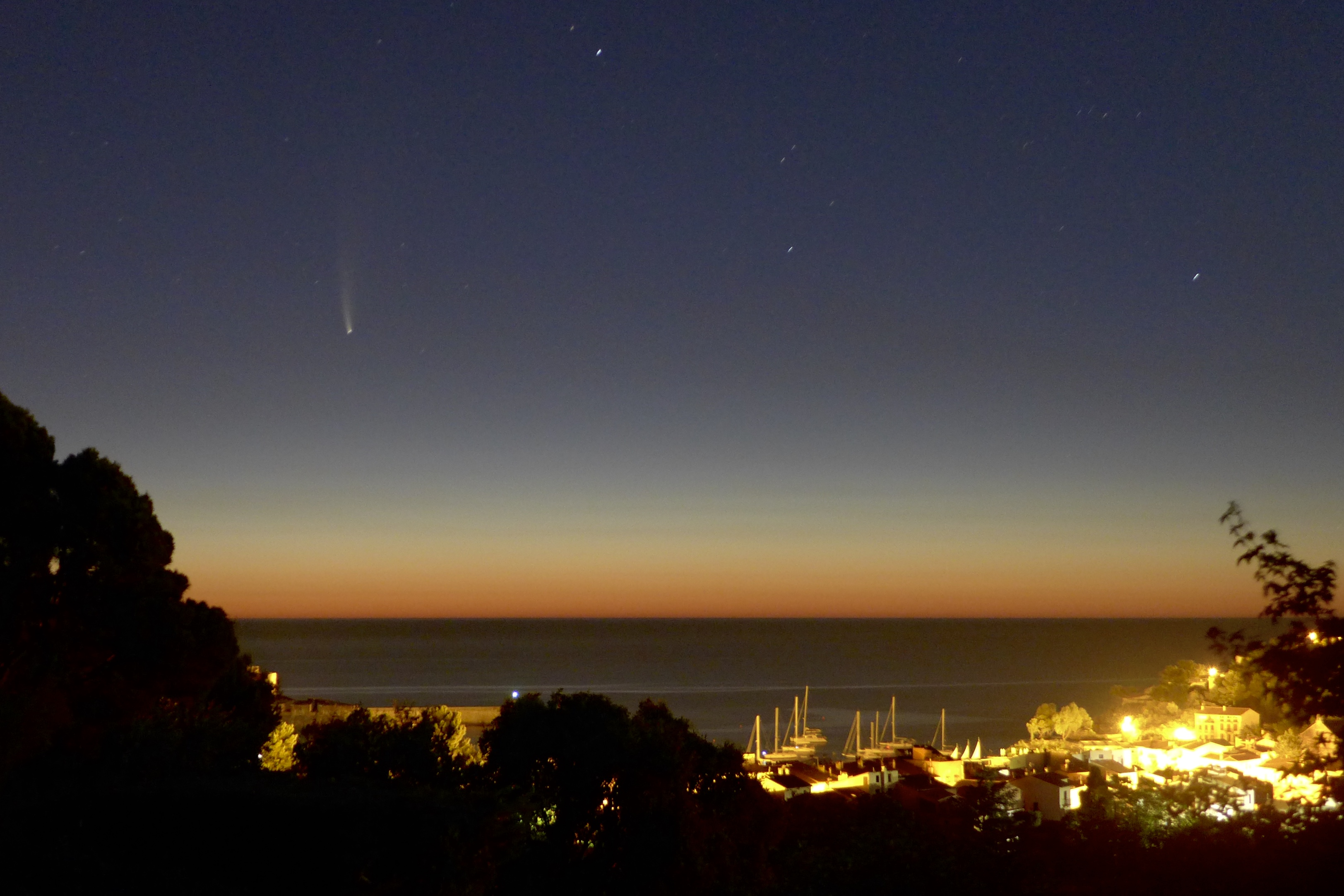
Cometa C 2020 F3 (NEOWISE), Colliure, Francia, 12 de julio de 2020
C / 2020 F3 (NEOWISE) moviéndose hacia el oeste a través de algunas estrellas. Nueve exposiciones de 15 segundos.
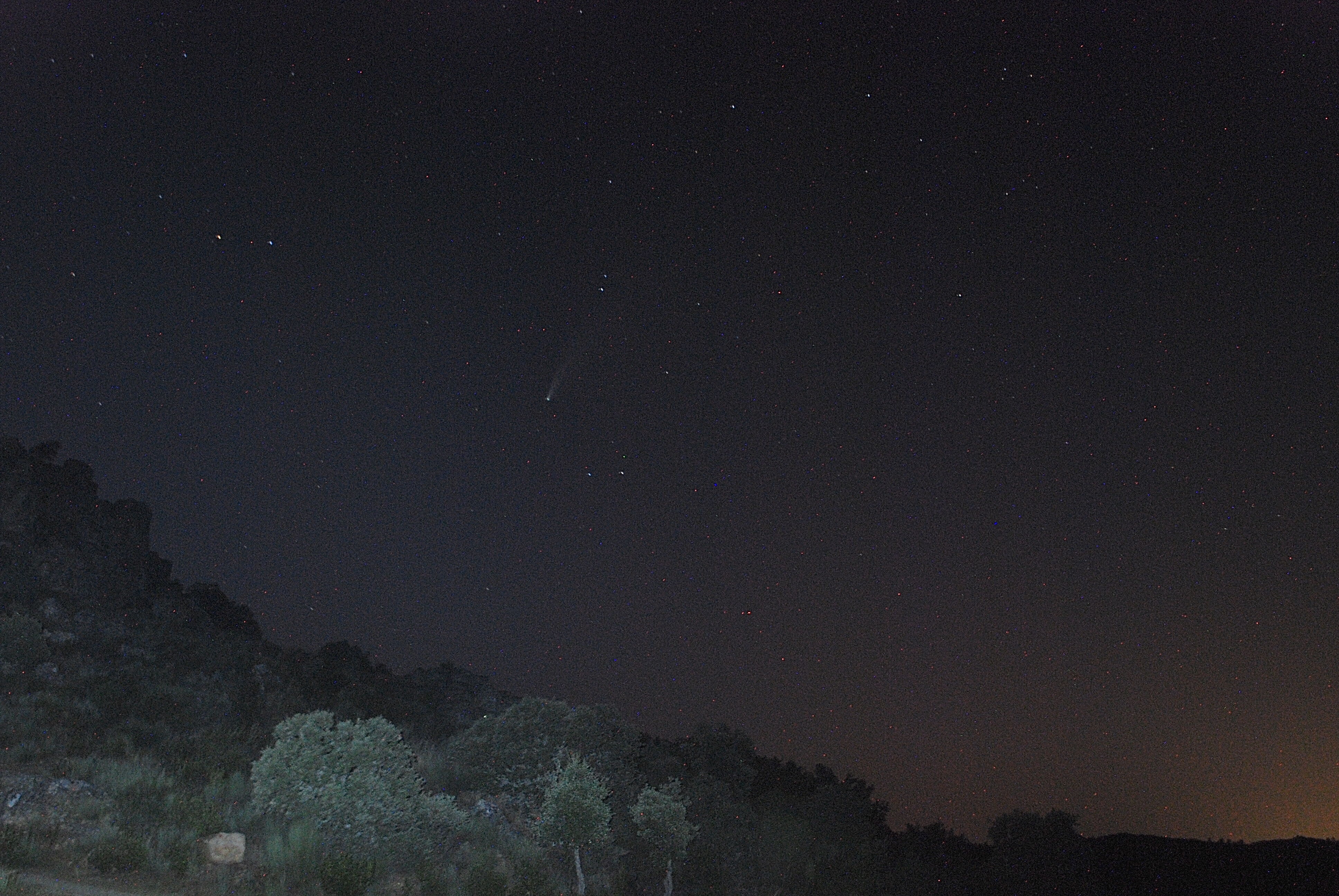
Cometa Neowise en pequeño tamaño sobre una montaña
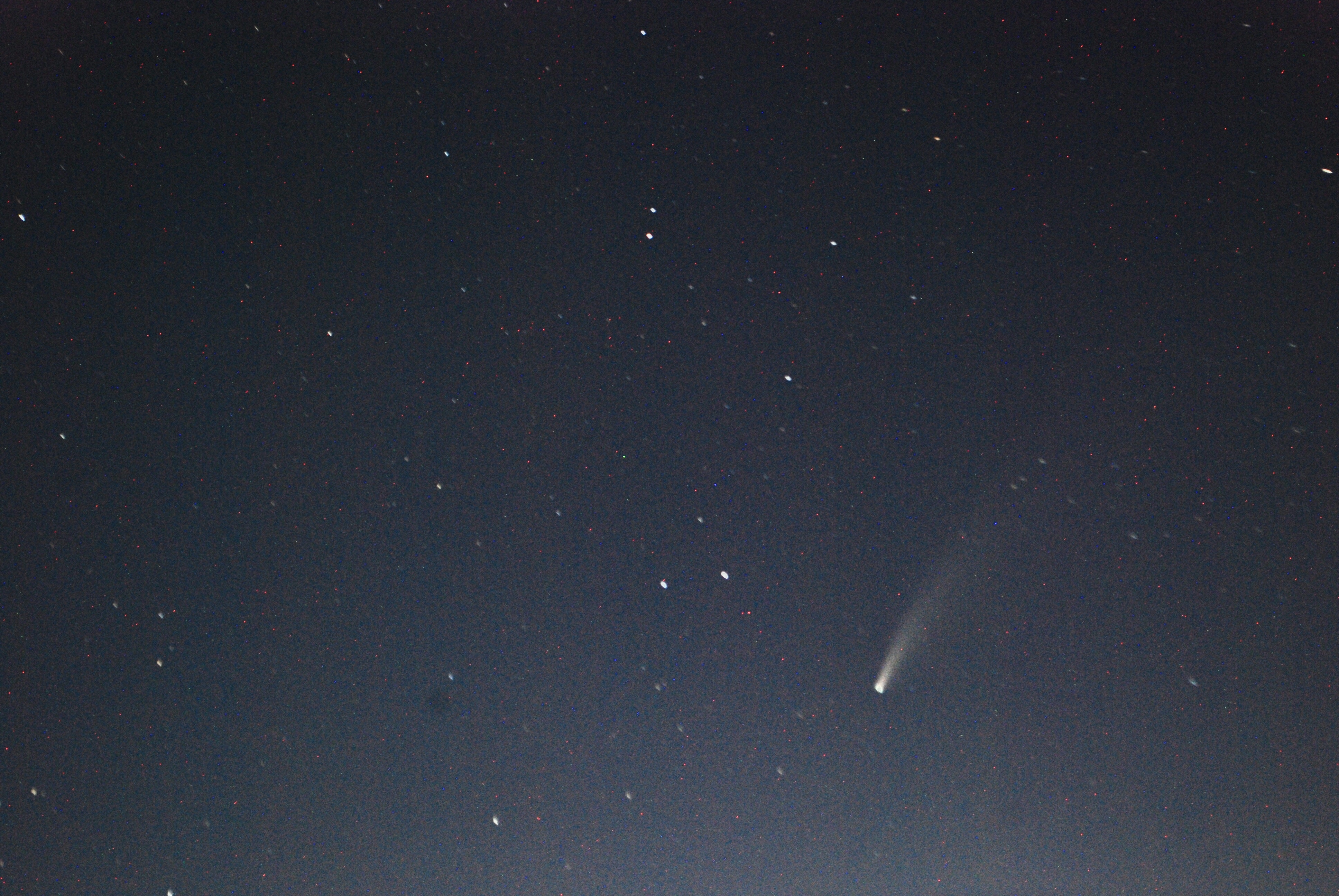
Cometa neowise sobre las 11:00 de la noche en España con algunas estrellas de fondo
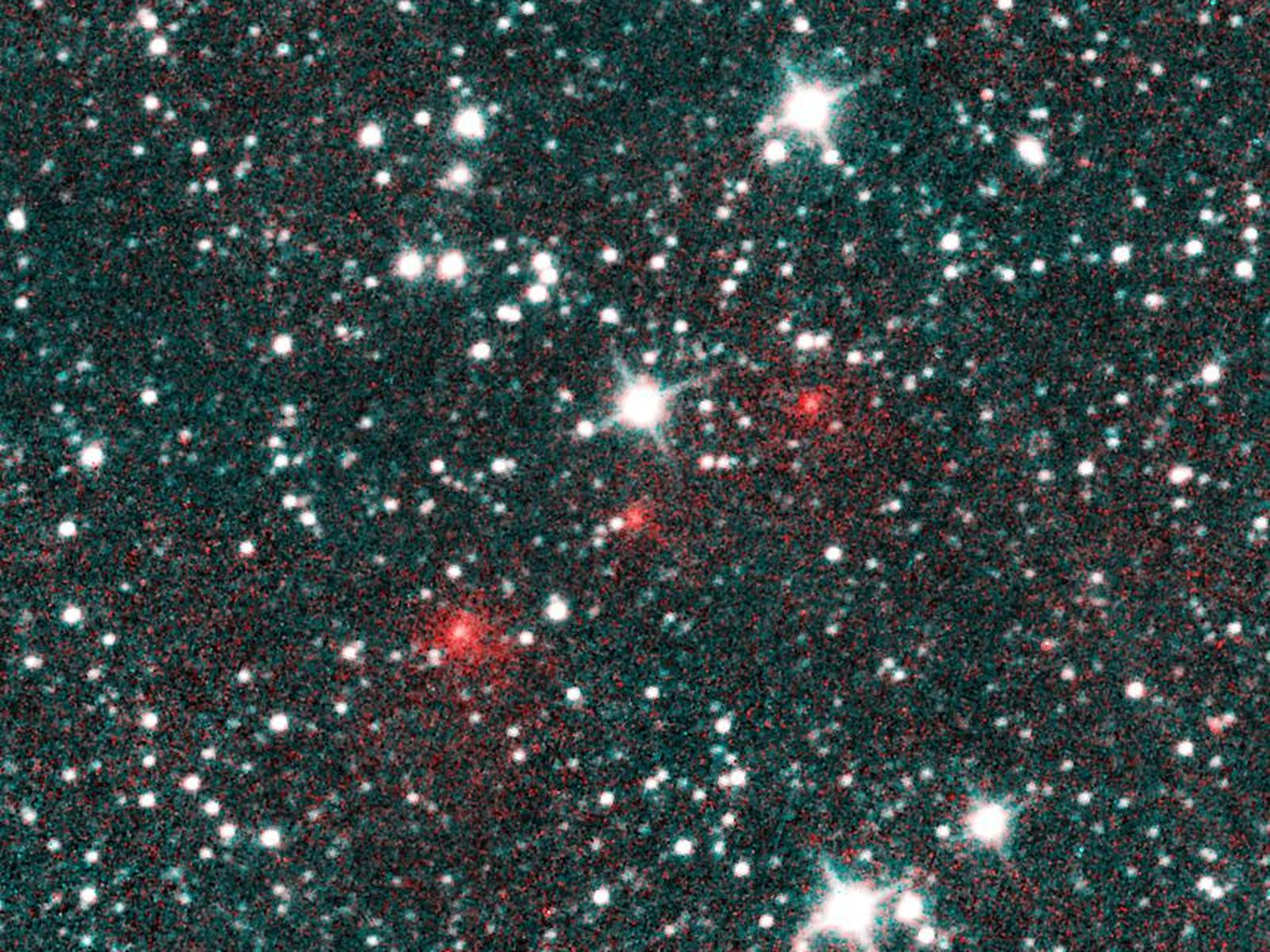
Imagen de su descubrimiento. El cometa aparece como los 3 puntos rojos difusos en composición de tres imágenes infrarrojas tomadas por el telescopio NEOWISE el 27 de marzo de 2020.
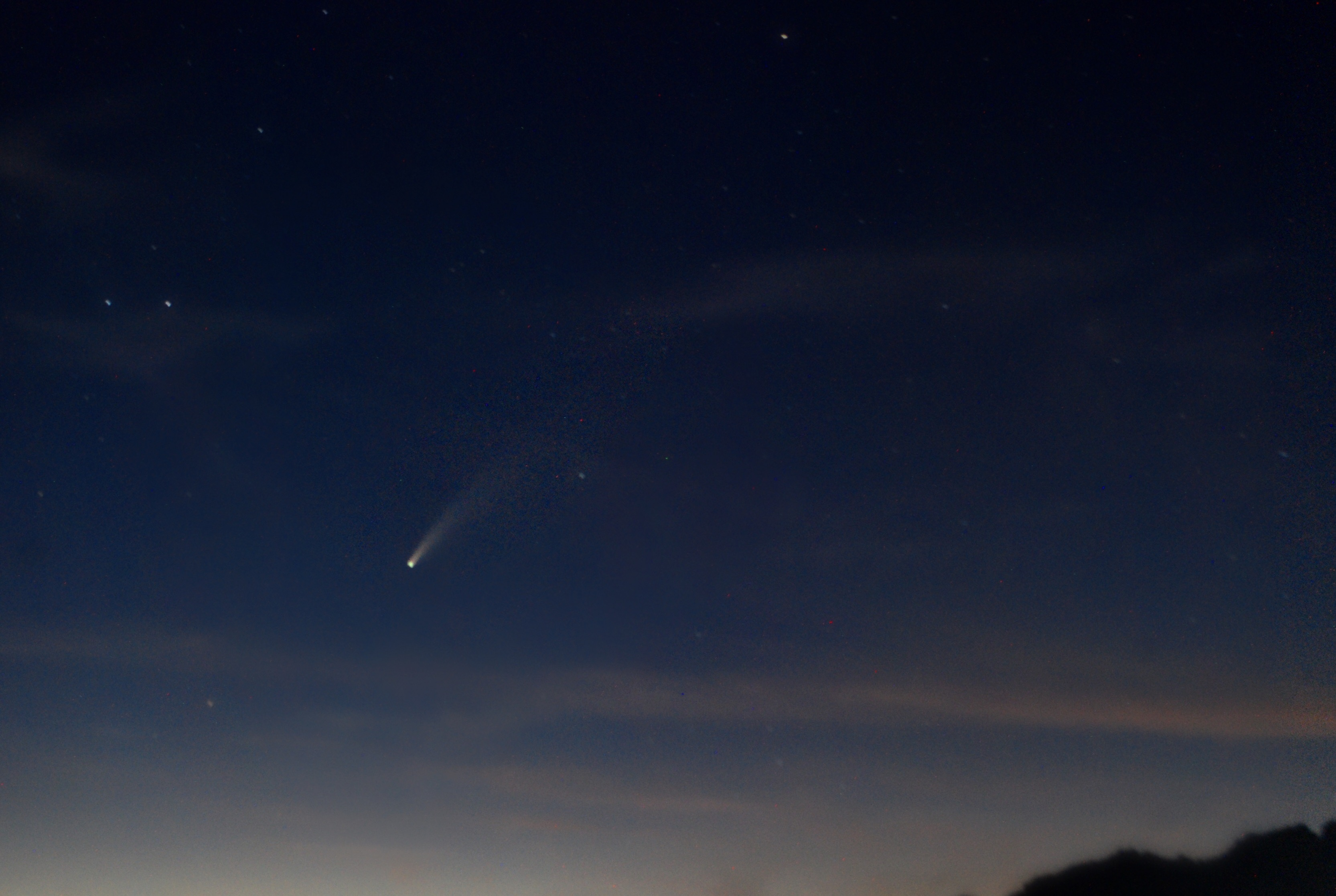
Cometa Neowise al tardecer visto desde España con algunas nubes en color rojo.